# Kamal Bangadi Timmapur, Savanur
Kamal Bangadi Timmapur là một làng thuộc tehsil Savanur, huyện Haveri, bang Karnataka, Ấn Độ.